# Amazonka krasnogłowa
Amazonka krasnogłowa (Amazona viridigenalis) – gatunek średniej wielkości ptaka z rodziny papugowatych (Psittacidae) pochodzącego z Meksyku. Zagrożony wyginięciem.

## Taksonomia
Gatunek został opisany w 1853 r. przez amerykańskiego ornitologa Johna Cassina. Autor nadał nowemu gatunkowi nazwę Chrysotis viridigenalis. Obecnie (2020 r.) gatunek zaliczany jest do rodzaju Amazona. Nie wyróżnia się podgatunków.

## Obszar występowania
Amazonki krasnogłowe zamieszkują północno-wschodni Meksyk. Zostały introdukowane do miasta Meksyk, na Portoryko oraz do kilku rejonów Stanów Zjednoczonych: do Teksasu, Kalifornii, na Florydę oraz na hawajską wyspę Oʻahu.

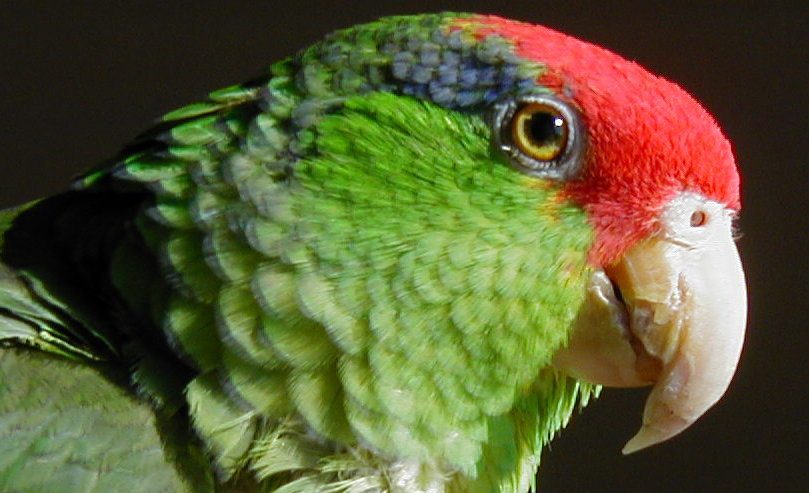
Zbliżenie głowy

## Morfologia
Amazonki krasnogłowe mierzą 30–33 cm długości oraz ważą 293–345 g. W upierzeniu dominuje kolor zielony. Czoło, kantarek i wierzch głowy są czerwone. Za oczami do karku przebiega ciemnoniebieski pasek. Na skrzydłach jest czerwone lusterko. Oczy są żółte, otoczone bladoszarą obwódką. Dziób jest żółty, a nogi bladobrązowe. Młode osobniki mają na głowie mniej barwy czerwonej oraz niebieskiej.

## Ekologia i zachowanie
Amazonki krasnogłowe zamieszkują nizinne tereny do 1000 m n.p.m. Żywią się głównie nasionami, owocami, kwiatami i nektarem, spożywają także niektóre owady. Na obszarach, gdzie zostały introdukowane, nauczyły się korzystać z lokalnych źródeł pożywienia.
Ptaki te poza sezonem lęgowym tworzą duże stada, czasami towarzyszą amazonkom żółtogardłym (Amazona oratrix) oraz zmiennym (Amazona autumnalis). Najgłośniejsze są o świcie oraz zmierzchu. Podczas przemieszczania się do innego miejsca w poszukiwaniu jedzenia wydają charakterystyczne skrzeki.
Sezon lęgowy tych amazonek trwa od kwietnia do maja. Samica składa 2–4 jaja, które wysiaduje przez 28 dni. Młode samodzielne są po 9 tygodniach.

## Status
Międzynarodowa Unia Ochrony Przyrody (IUCN) nieprzerwanie od 1994 r. do chwili obecnej (2020 r.) uznaje amazonkę krasnogłową za gatunek zagrożony (EN – Endangered). Liczbę dorosłych osobników szacuje się na  2000–4300, a jej trend jest malejący. Największe zagrożenie stanowi nielegalny handel dzikimi ptakami oraz utrata naturalnego środowiska. Nielegalnie wywożone są głównie pisklęta. Podczas wydobywania ich z gniazd trwale uszkadzana jest dziupla (czasami wycinane są całe drzewa), co powoduje zmniejszenie liczby miejsc, gdzie amazonki mogą się zagnieździć. Zanim zostaną wywiezione z Meksyku, zwykle umiera ponad 50% odłowionych osobników. Gatunek objęty jest I załącznikiem CITES.
Pomimo malejącej liczby osobników w naturalnym środowisku inwazyjna populacja amazonek w Los Angeles jest dobrze ustabilizowana, a jej liczebność wzrasta.